# قلب‌ها و استخوان‌ها (فیلم)
قلب‌ها و استخوان‌ها (به انگلیسی: Hearts and Bones) یک فیلم درام استرالیایی محصول ۲۰۱۹ است که به نویسندگی و کارگردانی بن لارنس ساخته شده‌است. این فیلم داستان یک عکاس جنگی و یک پناهنده را دنبال می‌کند.

## قالب
- هوگو ویوینگ - دن فیشر
- اندرو لوری - سباستین احمد
- هیلی مکلهینی - جوزی آریل
- بولود واتسون - آنیشکا احمد

## پاسخ انتقادی
در مورد وبسایت راتن تومیتوز دارای ۱۰۰٪ رتبه، بر اساس ۶ بررسی است.

## جوایز
| جایزه            | دسته‌بندی                  | موضوع        | نتیجه    | مرجع  |
| ---------------- | ------------------------- | ------------ | -------- | ----- |
| نهمین جوایز اکتا | بهترین بازیگر زن          | هوگو بافی    | نامزدشده | [ ۲ ] |
| نهمین جوایز اکتا | بهترین بازیگر نقش مکمل زن | اندرو لوری   | نامزدشده | [ ۲ ] |
| نهمین جوایز اکتا | بهترین بازیگر نقش مکمل زن | بولود واتسون | نامزدشده | [ ۲ ] |